# عوبديا
عوبديا (بالعبرية: עבדיה) هو أحد الأنبياء ألذين ذكروا في الكتاب المقدس وهو كاتب سفر عوبديا، معنى إسمه هو خادم الله وذكر في السبعونية أوبديوس وفي اللاتينية باسم أبدياس، حسب علماء الكتاب المقدس ذكروا أن عوبديا عاش في القرن السادس قبل الميلاد أثناء سقوط مملكة يهوذا بيد البابليين وقد تنبأ عوبديا بخراب أدوم بعد أن تآمروا ضد مملكة يهوذا في سنة 587 ق م وتحالفهم مع الإمبراطورية البابلية، وتنبأ أن الله سينزل عليها عقاب لذلك.